# Genaro Sánchez
Genaro Gliserio Sánchez (Arroyos y Esteros, 8 de septiembre de 1935-Asunción, 25 de marzo de 2016) fue un economista y político paraguayo.
De 1989 a 1993 fue diputado nacional, representando al departamento de Cordillera por el Partido Colorado.

## Biografía

### Vida personal y familiar
Nació en la Colonia Itapirú de Arroyos y Esteros, Departamento de las Cordilleras, Paraguay, el 8 de septiembre de 1935, posterior de la guerra del Chaco (1932-1935), en la que se enfrentaron Bolivia y Paraguay por la posesión del territorio chaqueño y su potencial petrolero. Su padre, Gliserio Sánchez, quien fue a combatir con el ejército paraguayo, encontró la muerte en combate un poco antes de haber nacido Genaro; y su madre, Alicia Gayoso, abandonó a Genaro siendo todavía este muy pequeño. 
Quedó al cuidado de su tía política, Marcelina (Marcela) Domínguez y de su esposo, un líder colorado de la zona, quienes lo criaron y le enseñaron a realizar diversas tareas en su establecimiento rural, donde poseían una fábrica de caña y en su finca ganadera donde de pequeño trabajaba para cubrir sus gastos de techo, comida y educación. Asistió a la escuela pública de su localidad. 
Siendo aún mozalbete, fallece el esposo de su tía, y Genaro se traslada junto con su tía Marcela a una pequeña casa en el barrio Sajonia de Asunción, capital de la República. Durante esos años, Genaro empezaba el día antes del amanecer buscando agua del río Paraguay, que se encontraba a 600 m de la casa donde vivía, ordeñando vacas, y luego iba caminando hasta el centro de la ciudad a trabajar a las oficinas de la Municipalidad de Asunción como ordenanza. En horas de la tarde trabajaba en la empresa de La Quiniela, y en horas de la noche proseguía sus estudios.
El 9 de marzo de 1967, se une sentimentalmente con la licenciada en filosofía Teresita E. López Moreira Mesquita. Fruto de este matrimonio nacen cuatro hijos.

### Educación
En 1960 ingresó a la Universidad Nacional de Asunción, cursando la carrera de Ciencias Económicas, egresando con el título de Doctor en Economía el 20 de diciembre de 1965.
Posteriormente realizó diversos cursos de especialización, y participó en innumerables seminarios y conferencias tanto en el Paraguay como en varios países de América y Europa.

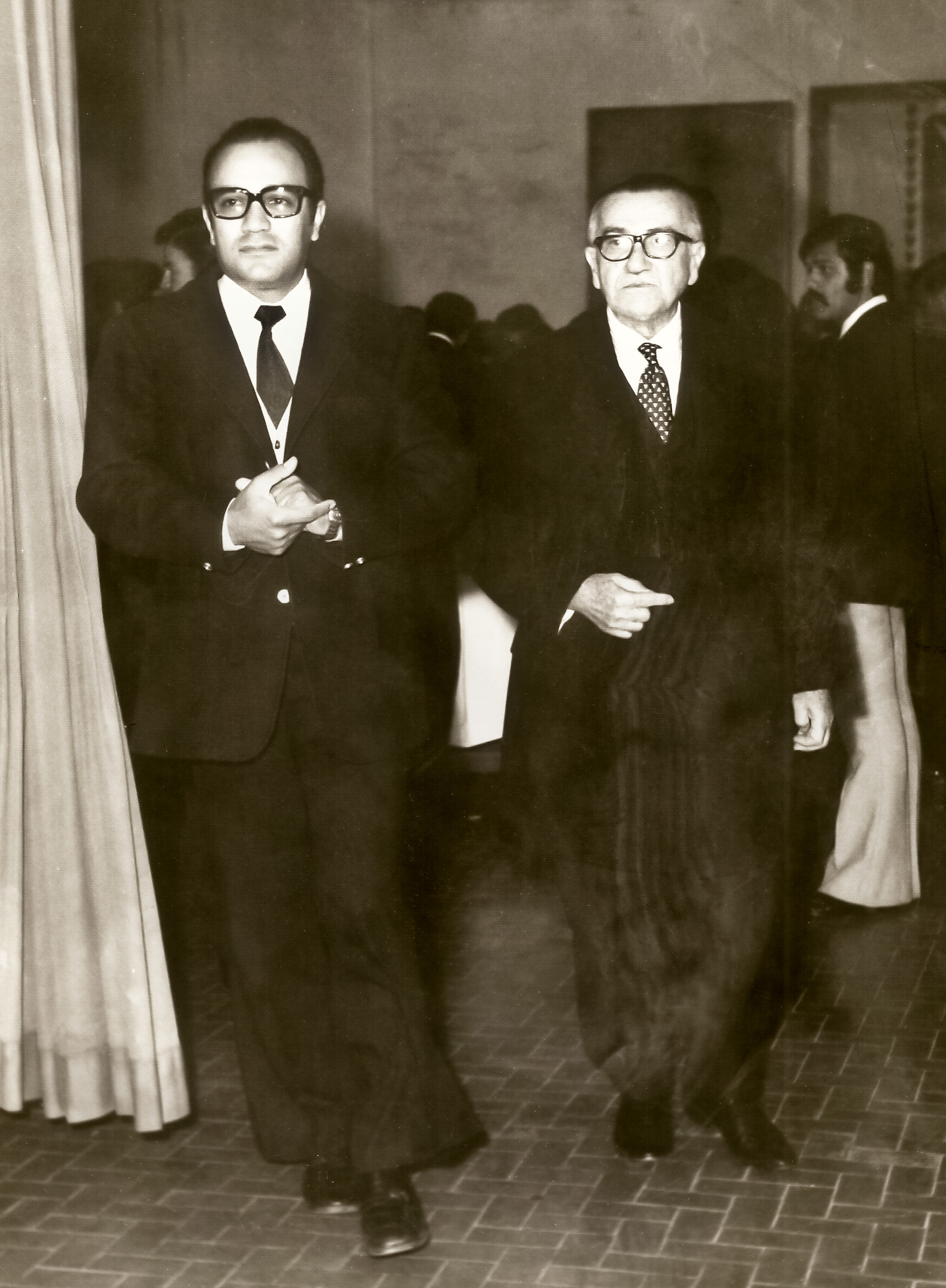
Genaro Sánchez y Juan Ramón Chaves en el local del Centro de Economistas Colorados en Asunción, década de 1970.

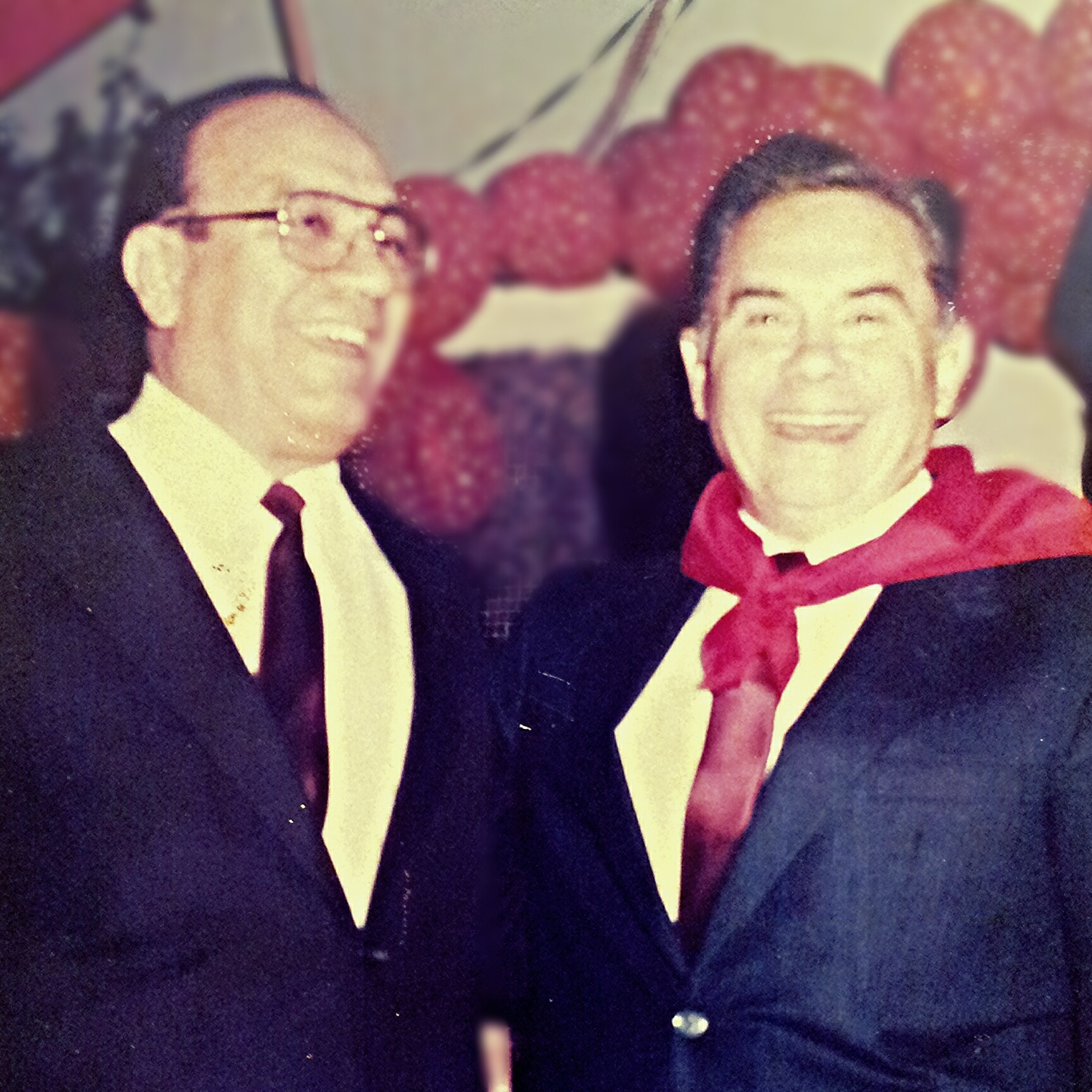
Genaro Sánchez y Luis María Argaña en 1996.

## Trayectoria laboral
El Dr. Genaro Sánchez tuvo una importante y vasta actividad política y gremial, siendo miembro directivo:
- Asociación Nacional Republicana (Partido Colorado): de la Junta de Gobierno, Delegado Convencional, Delegado y Apoderado Electoral;
- Colegio de Graduados en Ciencias Económicas, Administrativas y Contables;
- Centro de Economistas Colorados;
- Cooperativa de Graduados en Ciencias Económicas, Administrativas y Contables;
- Facultad de Ciencias Económicas, Administrativas y Contables de la Universidad Nacional de Asunción;
- Centro de Estudiantes de Ciencias Económicas, Administrativas y Contables;
- Asociación Rural del Paraguay;
- Club Olimpia.

En el año 1991, egresó del Curso de Maestría en Planificación y Conducción Estratégica Nacional, del Instituto de Altos Estudios Estratégicos, con el título de MAGISTER EN PLANIFICACIÓN Y CONDUCCIÓN ESTRATÉGICA NACIONAL (Promoción XXII).
Desempeñó tarea profesional en:
- Secretaría Técnica de Planificación de la Presidencia de la República
- como Jefe de Giraduría del Ministerio de Educación y Culto;
- como Gerente Administrativo de la Corporación de Obras Sanitarias (CORPOSANA),
- como Asesor Económico de la Presidencia de la Industria Nacional de Cemento (INC),
- como Viceministro de Transporte del Ministerio de Obras Públicas y Comunicaciones;
- como Presidente del Directorio del Fondo Financiero para el Desarrollo de la Cuenca del Plata (FONPLATA), y  como Ministro Secretario de Comunicación Social de la Presidencia de la República.

## Trayectoria política
Al promediar la década de 1980, integró el Movimiento Tradicionalista, corriente interna de la Asociación Nacional Republicana Partido Colorado, que proponía la candidatura del profesor Juan Ramón Cháves a la presidencia de la Junta de Gobierno del Partido Colorado, disidente al movimiento pro-stronista Militante y Combatiente.
Formó parte del grupo de políticos liderados por Luis María Argaña que conspiraron para el derrocamiento del gobierno de Alfredo Stroessner, como enlace con elementos del estamento militar, junto a los coroneles Lino Oviedo (Regimiento de Caballería), Eduardo Ramón Sosa (Regimiento de Paracaidistas), Federico Rubén Campos (Artillería), Carlos Guillermo López Moreira (Armada), y otros.
En 1989, tras el golpe de Estado militar encabezado por el general Andrés Rodríguez Pedotti y derrocado el general Stroessner, fue miembro Titular de la Junta de Gobierno del Partido Colorado. En las elecciones generales realizadas en mayo de ese mismo año fue elegido Diputado Nacional, por el periodo 1989-1993.

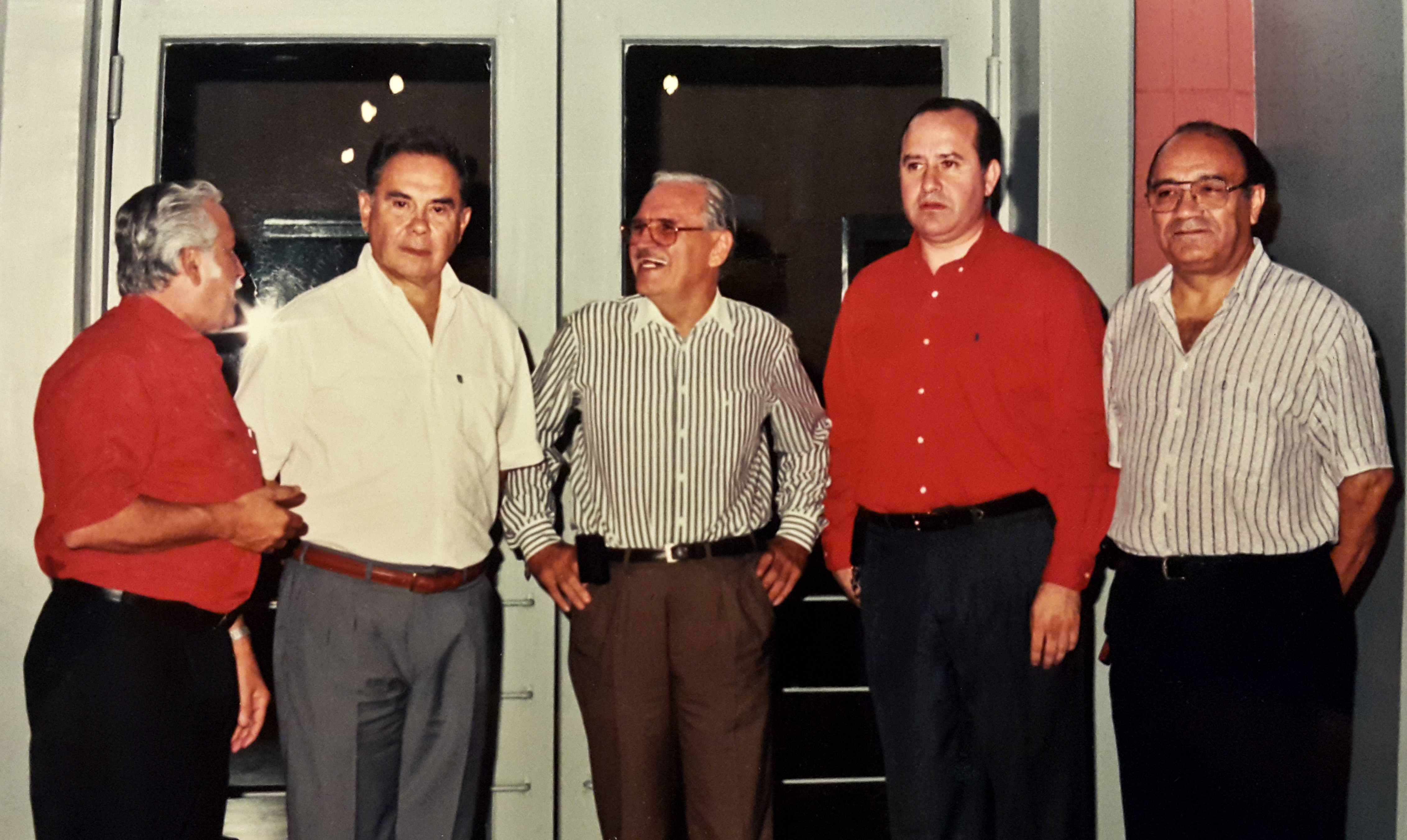
El Dr. Luís María Argaña y sus cercanos colaboradores, dirigentes del Movimiento de Reconciliación Colorada y Miembros de la Junta de Gobierno de la ANR Dr. Bader Rachid Lichi, Dr. Juan Roque Galeano, Dr. Dario Filártiga y el Dr. Genaro Sánchez

Acompañó muy de cerca la visión política del Prof. Dr. Luis María Argaña. Considerado un "argañista histórico", por ser integrante de la primera hora del Comando del Movimiento Tradicionalista Autónomo y luego del Movimiento de Reconciliación Colorada (MRC), movimientos fundados y liderados por Argaña.
En abril de 1999, luego de los eventos conocidos como el Marzo paraguayo, integró el gobierno de coalición presidido por el colorado Dr. Luis Ángel González Macchi como Viceministro de Transporte, luego como Director Ejecutivo Paraguayo de FONPLATA y posteriormente como Ministro Secretario de Comunicación Social de la Presidencia de la República.

## Muerte
En septiembre de 2006, en la ciudad de Asunción, sufre un severo accidente cerebrovascular que le obliga a retirarse de la militancia política activa, así como de toda actividad económica y social.
Fallece en su residencia de Asunción en la mañana del viernes 25 de marzo de 2016. Sus restos fueron sepultados al día siguiente en el Cementerio Parque Serenidad de la localidad de Villa Elisa.